# Рожанка-Двур
Рожанка-Двур (пол. Różanka-Dwór, нім. Rosental) — село у Ґолдапському повіті Вармінсько-Мазурського воєводства. Адміністративно підпорядковане ґміні Бане-Мазурське.
Від 1975 року до адміністративно-територіальної реформи 1998 року належало до Сувалцького воєводства.